# Russische Poolbillard-Meisterschaft 2009
Die russische Poolbillard-Meisterschaft 2009 war ein Poolbillardturnier, das vom 16. bis 19. November 2009 in Sankt Petersburg ausgetragen wurde. Ermittelt wurden die nationalen Meister in den Disziplinen 8-Ball, 9-Ball, 10-Ball und 14/1 endlos.
Konstantin Stepanow war mit zwei Titeln und einer Bronzemedaille der erfolgreichste Spieler des Turniers. Bei den Damen wurde Anastassija Netschajewa in zwei Disziplinen Russische Meisterin.

## Medaillengewinner
| Wettbewerb           | Gold                    | Silber            | Bronze               |
| -------------------- | ----------------------- | ----------------- | -------------------- |
| Herren – 8-Ball      | Konstantin Stepanow     | Leonid Michailow  | Roman Jaroschenko    |
| Herren – 8-Ball      | Konstantin Stepanow     | Leonid Michailow  | Ruslan Tschinachow   |
| Herren – 14/1 endlos | Konstantin Stepanow     | Jegor Plischkin   | Roman Jaroschenko    |
| Herren – 14/1 endlos | Konstantin Stepanow     | Jegor Plischkin   | Ruslan Tschinachow   |
| Herren – 9-Ball      | Ruslan Tschinachow      | Jegor Plischkin   | Roman Jaroschenko    |
| Herren – 9-Ball      | Ruslan Tschinachow      | Jegor Plischkin   | Kirill Stoljarow     |
| Herren – 10-Ball     | Sergei Nikitin          | Leonid Michailow  | Danila Smelnizki     |
| Herren – 10-Ball     | Sergei Nikitin          | Leonid Michailow  | Konstantin Stepanow  |
| Damen – 8-Ball       | Anastassija Netschajewa | Irina Gorbataja   | Olga Lewina          |
| Damen – 8-Ball       | Anastassija Netschajewa | Irina Gorbataja   | Alena Radtschenko    |
| Damen – 14/1 endlos  | Anastassija Netschajewa | Anna Maschirina   | Darja Sirotina       |
| Damen – 14/1 endlos  | Anastassija Netschajewa | Anna Maschirina   | Olga Lewina          |
| Damen – 9-Ball       | Darja Sirotina          | Irina Gorbataja   | Xenija Schichalijewa |
| Damen – 9-Ball       | Darja Sirotina          | Irina Gorbataja   | Oksana Gordeljan     |
| Damen – 10-Ball      | Olga Lewina             | Alena Radtschenko | Irina Gorbataja      |
| Damen – 10-Ball      | Olga Lewina             | Alena Radtschenko | Darja Sirotina       |